# NGC 5616
NGC 5616 ist eine 13,8 mag helle Balkenspiralgalaxie vom Hubble-Typ SBbc im Sternbild Bärenhüter und etwa 381 Millionen Lichtjahre von der Milchstraße entfernt.
Sie wurde am 1. Mai 1785 von Wilhelm Herschel mit einem 18,7-Zoll-Spiegelteleskop entdeckt, der sie dabei mit „vF, vS, E, easily resolvable“ beschrieb.